# Хоарена
Хоарена — область в древней Парфии, называвшаяся по имени своего центрального пункта, города Хоар (позднее — Кишлан-Швар в Персии). Небольшая (всего около 55 км в длину) область была известна своим плодородием. Здесь Александр Македонский гнался за персидским сатрапом Бессом.
В VII веке область принадлежала Мидии, и вошла в состав Парфии позднее.